# Blankenhagen
Blankenhagen település Németországban, Mecklenburg-Elő-Pomeránia tartományban. Lakosainak száma 1108 fő (2023. december 31.). Blankenhagen Rövershagen, Broderstorf és Gelbensande községekkel határos.

## Népesség
A település népességének változása:
| Lakosok száma | 1031 | 1040 | 1092 | 1101 | 1108 |
|               | 2017 | 2019 | 2021 | 2022 | 2023 |